# Richland County (Montana)
Richland County is een county in de Amerikaanse staat Montana.
De county heeft een landoppervlakte van 5.398 km² en telt 9.667 inwoners (volkstelling 2000). De hoofdplaats is Sidney.